# Paracymothoa tholoceps
Paracymothoa tholoceps är en kräftdjursart som beskrevs av Bowman1986. Paracymothoa tholoceps ingår i släktet Paracymothoa och familjen Cymothoidae. Inga underarter finns listade i Catalogue of Life.